# Улица Шавтели
У́лица Шавтели́ (груз. შავთელის ქუჩა) — пешеходная улица в старой части города Тбилиси, столицы Грузии. От улицы Бараташвили до улицы Ираклия II. Одна из границ Площади Ираклия II.
Популярный туристический маршрут.

## История
В 1923 году названа в честь грузинского поэта XII века Иоанна Шавтели.
Прежде именовалась Царской, поскольку соединяла дворец царя Ростома (полностью разрушен во время нашествия Ага Мохаммед-хана в 1795 году) и ворота в городской крепостной стене. По находившейся на ней церкви Анчисхати получила название Анчисхатская, которое носила с 1851 по 1913 год.
На улице находится древнейшая из сохранившихся в городе культовых построек — церковь Рождества Девы Марии (Анчисхати), построенная в VI веке сразу после переноса столицы из Мцхеты в Тбилиси. Церковь перестраивалась в XVII веке, в 1675 году при ней была возведена колокольня. Закрытая в советские времена, церковь действует с 1989 года.
Напротив резиденции грузинского Патриарха находится церковь Святого Георгия Кари (Карийский храм Святого Георгия). Первая церковь на этом месте была построена ещё во времена Вахтанга Горгасали в честь Святых Архангелов. Разрушенная в конце XV века монголами, церковь была отстроена заново в 1640-е годы по указанию царя Ростома, рядом же возвели ещё две — имени Святого Иоанна Богослова и Благовещения (обе не сохранились). В 1710 году храм Георгия был обновлен царевичем Свимоном.
В 1981 году в Тбилиси режиссёром Резо Габриадзе был основан Театр марионеток, расположившийся на улице. С 1986 по 2012 на улице находился Музей кукол
Улица реконструирована, старые дома перестроены под гостиницы и элитные апартаменты. Значительный участок на улице занимает Грузинская патриархия.

## Достопримечательности
д. 4 — Церковь святого Георгия Кари

Участок улицы с композицией «Двое друзей»

д. 5 — Анчисхати (груз. ანჩისხატი) — церковь VI века, посвящённая празднику Рождеству Богородицы. Самая старая церковь Тбилиси из сохранившихся.
д. 13 — «Пьяная башня» (Театральная башня) и Тбилисский государственный театр марионеток имени Резо Габриадзе
Скульптурная композиция «Двое друзей»
Улица является одной из границ парка Ираклия II.

## Галерея

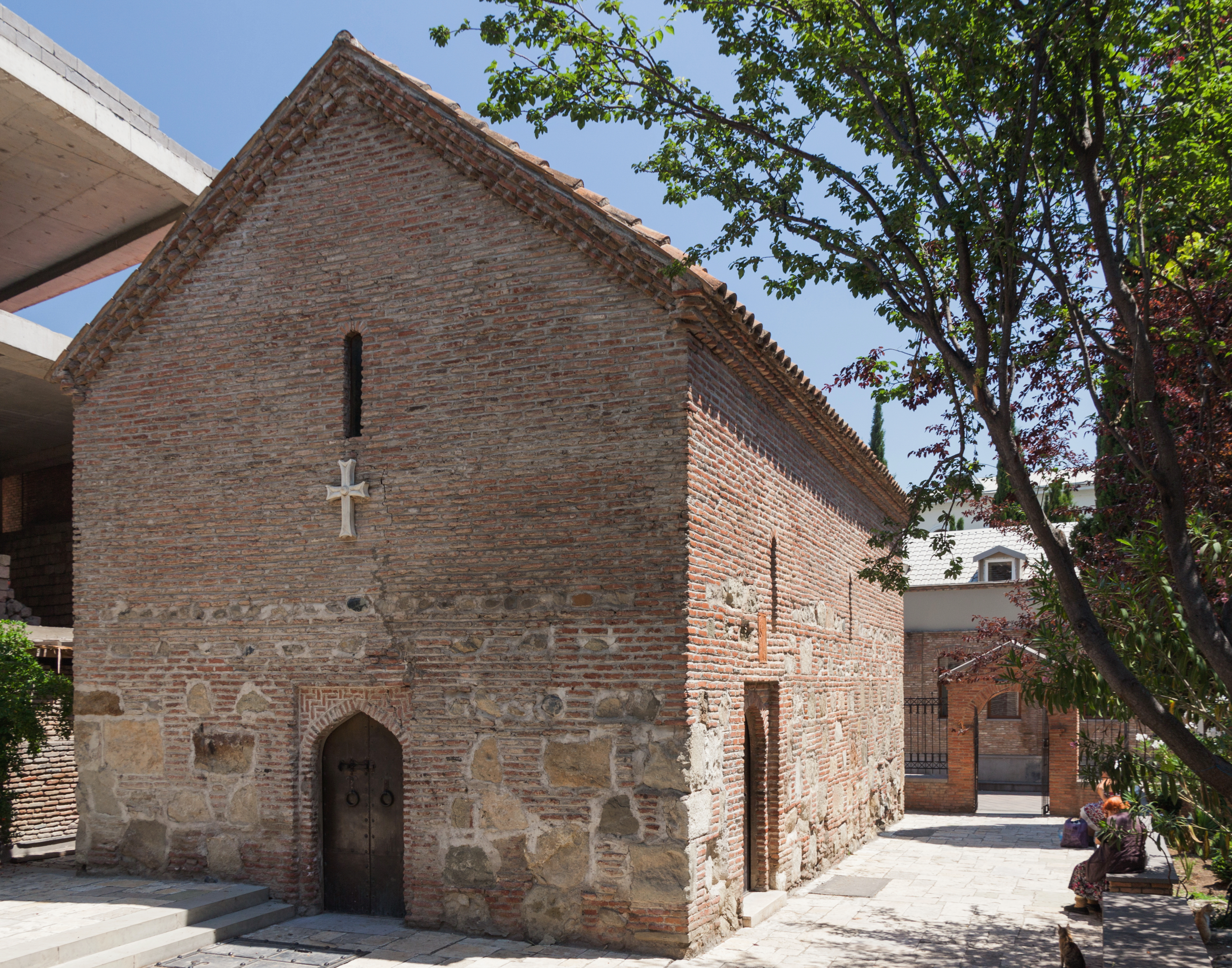
Церковь святого Георгия
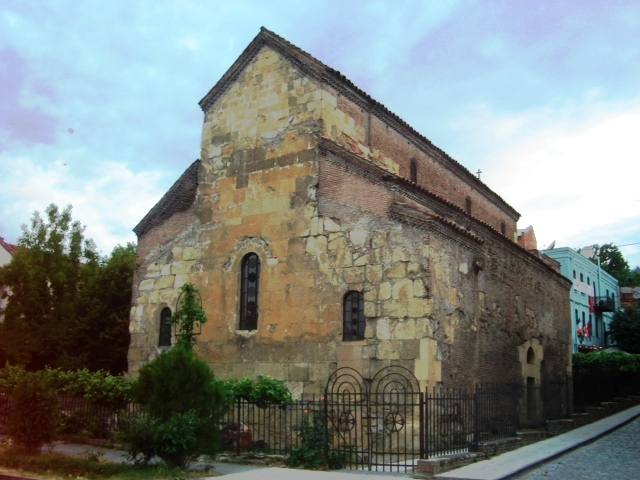
Анчисхати
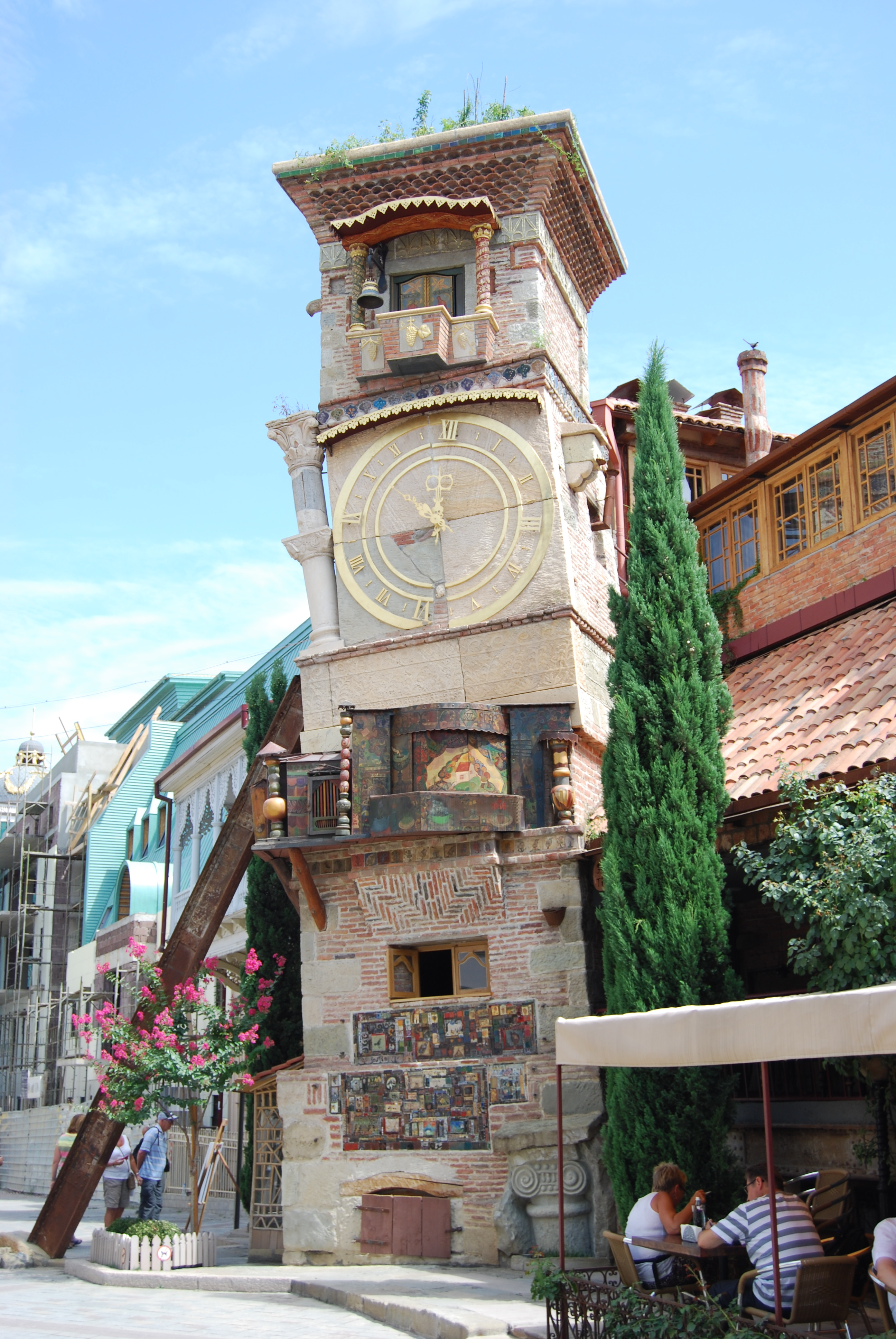
«Пьяная башня»